# Episcopado católico
O Episcopado católico é composto por todos os Patriarcas, Arcebispos e Bispos (ou ainda por outros eclesiásticos com dignidade equiparada) da Igreja Católica, em união e comunhão perfeita entre eles e com o Papa, Chefe da Igreja Católica. Todos os membros do episcopado são, segundo a doutrina da Igreja Católica, sucessores dos apóstolos de Jesus Cristo, sendo o Papa o sucessor de São Pedro na Sé de Roma. Eles, que também são chamados de prelados, receberam a totalidade do sacramento da Ordem.